# 카펠마이스터

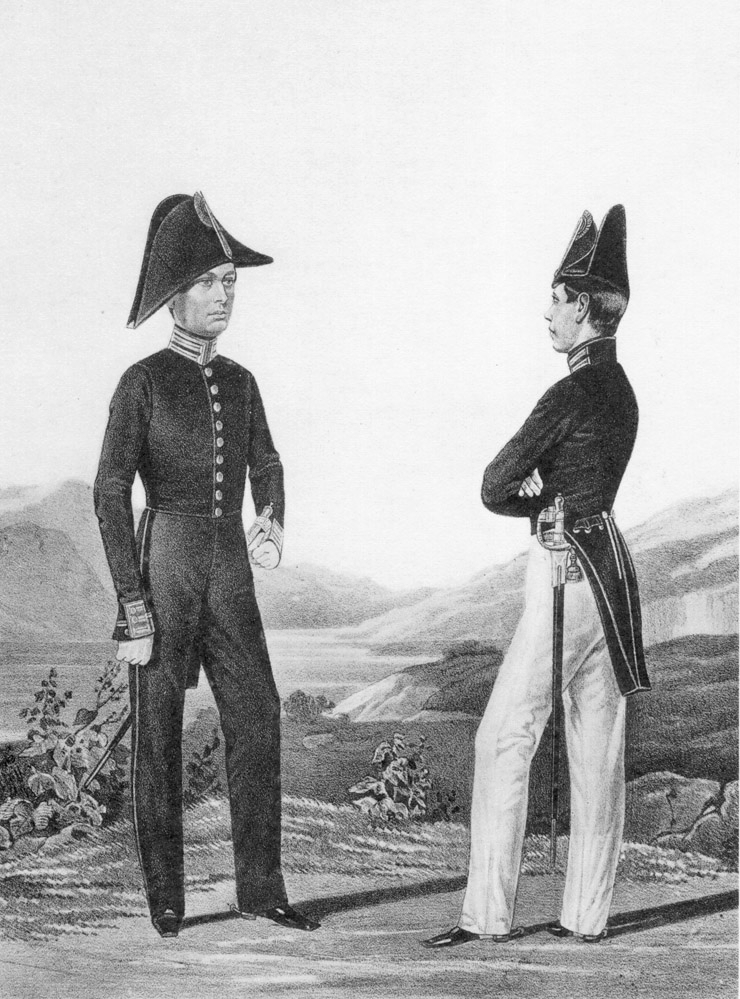

카펠마이스터(독일어: Kapellmeister)는 음악을 총괄하는 직책을 부르는 독일어 낱말이다. 맥락에 따라 악장(樂長) 또는 궁정 악장(宮廷樂長)으로 번역되기도 한다.

## 역사와 어원
카펠마이스터(Kapellmeister)는 독일어로 ‘예배’(Kapelle)의 ‘장(長)’(Meister)이란 뜻으로, 원래는 성가대를 관장하는 사람을 부르는 말이었다. 이후 왕과 귀족들에 소속되어 음악을 총괄하는 직책을 부르는 말이 되었다. 현재 독일에서는 음악 감독을 부르는 말로 쓰인다.